# Мар'яніемі
Мар'яніемі (фін. Marjaniemi, швед. Marudd) — приморський квартал району Вартіокюля у Східному Гельсінкі, Фінляндія. Площа — 1,02 км², населення — 1989 осіб. Розташовано на берегах заток Стремсінлахті та  Вартіокюлянлахті. Забудовано у 1920 роках.